# Otus elegans
El autillo elegante o autillo riukiu (Otus elegans) es una especie de ave estrigiforme de la familia Strigidae nativa de Asia Oriental.

## Distribución
Se distribuye en las islas Ryūkyū del sur de Japón, en la isla Orquídea en el sureste de Taiwán y en las Batanes y Islas Babuyan frente al norte de Luzón, Filipinas. Cada vez es más raro debido a la pérdida de hábitat.

## Subespecies
Se reconocen cuatro subespecies:
- O. e. elegans (Cassin, 1852)
- O. e. calayensis McGregor, 1904
- O. e. interpositus Kuroda, 1923
- O. e. botelensis Kuroda, 1928 - Lanyu Scops Owl